# Jiří Gruša
Jiří Gruša (Pardubice, 10 novembre 1938 – Hannover, 28 ottobre 2011) è stato uno scrittore, diplomatico e politico ceco.
Gruša si è laureato in filosofia all'università di Praga. Ha lavorato per le riviste Tvář, Sešity e Nové knihy.
Nel 1968 perse il suo lavoro in conseguenza dell'invasione sovietica e dell'instaurazione di un nuovo governo filo-russo, dopo la fine della primavera di Praga. Lo scrittore si dovette adattare a lavorare in una cooperativa di costruzioni. Successivamente prese parte alla distribuzione di samizdat.
Tra il 1982 e il 1990 si trasferì nella Repubblica Federale Tedesca. Nel 1990 tornò in Cecoslovacchia e lavorò per il ministero degli esteri. Fra il 1991 e il 1997 fu nominato ambasciatore in Germania. Più tardi fece parte del governo di minoranza presieduto da Václav Klaus in qualità di ministro dell'educazione. Quando il governo Klaus cadde, il presidente Václav Havel si accordò con l'opposizione per nominare un governo transitorio. Anche se Gruša non era membro attivo di un partito politico, fu comunque sostituito da Jan Sokol. Successivamente fu nominato ambasciatore in Austria.
È stato presidente del PEN Club e direttore dell'Accademia diplomatica di Vienna (2005-2009), prestigiosa scuola di relazioni internazionali.